# ماونت الیو (میسیسیپی)
ماونت الیو (به انگلیسی: Mount Olive) شهرکی در ایالت میسیسیپی کشور ایالات متحده آمریکا است که جمعیت آن در سرشماری سال ۲۰۱۰ میلادی، ۹۸۲
نفر بوده است.